# عروسی جنی
عروسی جنی(جنی یک نام است) (به انگلیسی: Jenny's Wedding) فیلمی محصول سال ۲۰۱۵ و به کارگردانی مری اگنس داناهیو است. در این فیلم بازیگرانی همچون کاترین هیگل، الکسیز بلدل، تام ویلکینسون، لیندا ایمند، گریس گامر، متیو متزگر، سام مک‌موری، دایانا هاردکسل ایفای نقش کرده‌اند.